# Two Men and a Girl (film 1912)
Two Men and a Girl è un cortometraggio muto del 1912 diretto da Otis B. Thayer (Otis Thayer). È la terza regia di Thayer che lavorava alla Selig anche come attore.

## Produzione
Il film fu prodotto dalla Selig Polyscope Company. Venne girato nel 1911.

## Distribuzione
Distribuito dalla General Film Company, il film - un cortometraggio in una bobina- uscì nelle sale cinematografiche statunitensi il 9 gennaio 1912.